# 酒匂隆雄
酒匂 隆雄（さこう たかお、1947年〈昭和22年〉8月8日 - ）は元為替トレーダー。酒匂・エフエックス・アドバイザリー有限会社代表。愛称は自身で名付けた「塾長」。
1970年に北海道大学卒業後、横浜銀行に入行。1992年に、スイス・ユニオン銀行東京支店にファースト・バイス・プレジデントとして入行。1998年に、スイス銀行との合併に伴いUBS銀行となった同行の外国為替部長、東京支店長を歴任。金融機関在職中には日本による為替介入に参加した。
ファンダメンタルズを重視し、ポジションの動きを加味した為替の見通しを発信しており、各国の金融政策、景気動向を俯瞰している。
日本による為替介入については、日米関係から介入はないと考えるのは間違いであり、金融当局はやる時はやるものである。介入の効果は短期的には押し戻されるが、介入を繰り返すことで長期的には為替水準は一定の範囲に抑え込まれるとする。

## 本
- 酒匂隆雄の為替塾―外国為替の新常識(2004年10月)
- FX安心投資スタートBook―まったくの初心者でも外貨で儲かる!!!(2005年10月)
- 【かんたん図解】　しっかり儲けるFX入門（2007年10月31日）